# ジャスティス・リーグ:ダーク (アニメ)
『ジャスティス・リーグ:ダーク』（英: Justice League Dark）は、DCコミックスから出版されたピーター・ミリガンによるアメリカン・コミックス『Justice League Dark』を原作とするOVA。DCユニバース・アニメイテッド・オリジナル・ムービーズとしては27作目の映像作品で、2017年1月24日にデジタル配信が開始、2017年2月7日にBlu-rayとDVDで発売された。日本では2017年7月5日からデジタル配信が開始、同日にBlu-rayで発売された。

## キャスト
- バットマン - ジェイソン・オマラ
- ジョン・コンスタンティン - マット・ライアン
- ザターナ - カミラ・ルディントン（英語版）
- デッドマン（英語版） - ニコラス・タートゥーロ
- エトリガン（英語版） - レイ・チェイス（英語版）
- スワンプシング - ロジャー・クロス
- ブラックオーキッド - コリーン・オショーネシー（英語版）
- スーパーマン - ジェリー・オコンネル
- ワンダーウーマン - ロザリオ・ドーソン
- グリーンランタン - ロジャー・クロス
- フェリックス・ファウスト（英語版） - エンリコ・コラントーニ
- ドクター・デスティニー（英語版） - アルフレッド・モリーナ
- 神父 - ジェフリー・ヴィンセント・パライズ（英語版）

## 映像ソフト
『ジャスティス・リーグ：ダーク』
製品情報
2017年7月5日発売、品番：1000648110、JAN 4548967330403
映像特典
- 『Teen Titans: The Judas Contract』ダイジェスト
- 『Justice League: Doom』ダイジェスト
- 『Justice League: Gods and Monsters』ダイジェスト
- スワンプシング
- 「ジャスティス･リーグ：ダーク」の世界に迫る
- コミコン・インターナショナル2016
- 『バットマン:ブレイブ&ボールド』第7話「デッドマンの明けない夜明け」
- 『バットマン:ブレイブ&ボールド』第15話「悪魔との契約」